# ウェストミンスター (カリフォルニア州)
ウェストミンスター（Westminster）は、アメリカ合衆国カリフォルニア州のオレンジ郡にある都市。人口は9万0911人（2020年）。

## 歴史
1870年、長老派教会の宣教師が入植したのが定住の始まりと考えられている。地名は信仰の根本が確立したウェストミンスター会議（1643年）から来ている。1957年に法人化し「ウェストミンスター市」が誕生した。

## 民族構成
2020年アメリカ合衆国国勢調査によれば、市の人口の約5割はアジア系アメリカ人である。中でもベトナム系の比率が非常に高く、市の人口の約4割はベトナム系アメリカ人が占めている。ベトナム人の居住地域は隣のガーデングローブにも及んでおり、全米最大のベトナム人社会を形成している。